# شنای موزون در بازی‌های آسیایی ۲۰۱۴
شنای موزون در بازی‌های آسیایی ۲۰۱۴ در پارک مونهاک در اینچئون در کره جنوبی برگزار شد. تاریخ برگزاری این رقابت‌ها ۲۰ تا ۲۳ ستامپر ۲۰۱۴ بود.